# 우에다 슌스케
우에다 슌스케(일본어: 植田 峻佑, 1988년 4월 4일 ~ )는 일본의 축구 선수이다.

## 구단 경력
그는 2016년부터 J리그의 가고시마 유나이티드 FC, 테게바자로 미야자키에서 뛰었다.